# コブラテンズ
コブラテンズ（COBRA Rugby Tens）は、10人制ラグビーの最高峰の大会である。毎年、マレーシアのクアラルンプールで開催される。2015年は11月7-8日にプタリン・ジャヤ・スタジアムで行われる。ラグビーワールドカップ決勝後の週末に開催されている。これはワールドカップでラグビーに向けられた関心をコブラテンズに向けてもらうためである。

## 概要

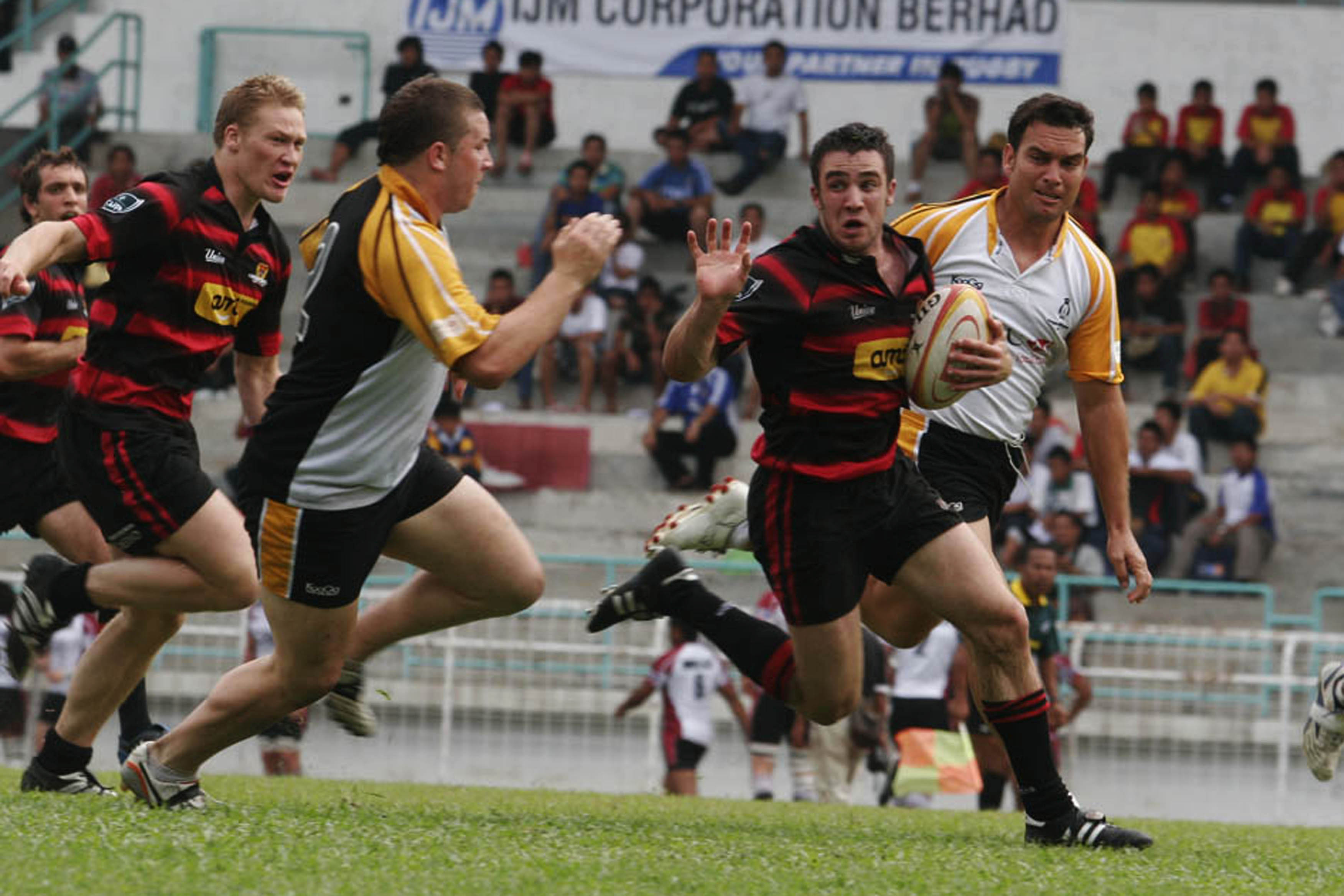
2008年のカンタベリー（ニュージーランド）とペンギンズ（イギリス）の試合

世界からトップの16のチームが集まり競われる。2005年より、HSBCが最大のスポンサーとなっている。大会では、多くの代表クラス選手が参加しており、ニュージーランドのITMカップ代表選手、U20オールブラックス、トンガ代表、フィジー代表、サモア代表、ニュージーランドマオリ代表などが参加することもある。日本代表では、セミィ・タウペアフェ、今泉清などが参加し、準優勝を勝ち得ている。